# النساء في إسكتلندا في العصور الوسطى

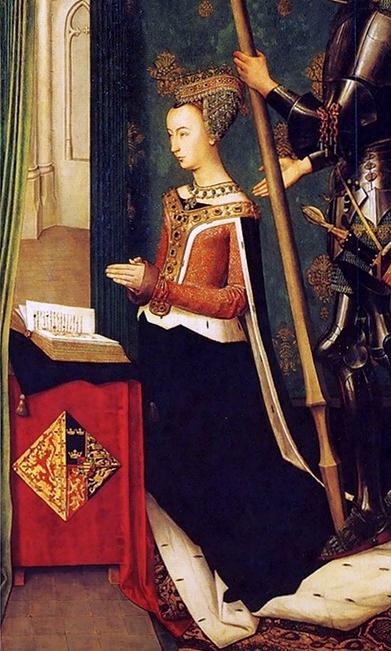
الملكة مارغرت الدنماركية (1456-1996)، زوجة جيمس الثالث ملك اسكتلندا

عندما نشير إلى النساء في اسكتلندا في العصور الوسطى فإننا نقصد جميع مناحي الحياة والمكانة الاجتماعية التي تمتعت بها المرأة في الفترة ما بين جلاء الرومان عن شمال بريطانيا في القرن الخامس وحتى البشائر الأولى لعصر النهضة والإصلاح في مطلع القرن السادس عشر. كانت اسكتلندا في العصور الوسطى مجتمعًا تسوده التقاليد ووالنظام الأبوي، ولكن إلى أي مدى بالضبط كانت هذه التقاليد متغلغلة في جذور المجتمع يظل أمرًا غير معلوم. كان عدد كبير من النساء اللائي خلد التاريخ سيرتهن الذاتية تعود أصولهن إلى البيوت الملكية في اسكتلندا. وقد صار بعضهن رموزًا اجتماعية مرموقة يشار إليهن بالبنان. بيد أنه كان هناك ملكة اسكتلندية واحدة في هذه الفترة؛ وهي الملكة مارغريت، التي عُرفت بلقب «فتاة النرويج» والتي لم يقدر لها أن تعيش طويلًا فقد ماتت عن عمر يناهز السبعة أعوام ولم تُتوج. (سنوات الحكم: 1286-1290).
أما الفتيات اللائي ينتمين للعائلات النبيلة فكن يتلقين تعليمهن في أديرة الراهبات. وعندما كان القرن الخامس عشر يلملم أوراقه، كانت إدنبرة تعج بمدارس الفتيات، والتي كانت توصف أحيانًا «بمدارس الخياطة». وفي بعض الأحيان كانت الفتيات في عائلات اللوردات وطبقة البرغر الأثرياء (السكان الذين يتمتعون بالحكم الذاتي) يتلقين الدروس الخصوصية ولكن ظلت فرص التعليم بالنسبة للغالبية العظمى من النساء محدودة للغاية، رغم أن هناك شواهد على وجود شاعرات أجدن اللغة الغيلية الاسكتلندية. ومع نهايات العصور الوسطى، كان مجتمع اللولاند أو (الأراضي المنخفضة الاسكتلندية) يقتدي بنموذج الزواج في شمال غرب أوروبا، أو ما يطلق عليه خدمة دورة الحياة، حيث يترك الشباب -الفتيان منهم والفتيات- منازلهم ليعملوا كخدم في الأعمال المنزلية والزراعية؛ ثم الزواج في سن متأخر نسبيًا. ومن نافلة القول أن المرأة كان لها الحق في الاحتفاظ باسمها الأصلي بعد الزواج. ورغم أن العديد من الفتيات من أبناء الطبقة الراقية أو النخبة كن يتزوجن في مرحلة المراهقة، إلا أنه مع نهايات هذه الحقبة التاريخية كان معظم سكان اسكتلندا يفضلون الزواج في العشرينات بعد تقديم خدمة دورة الحياة. بيد أنه لم يكن هناك طلاق في المجتمع الإسكتلندي في هذه الفترة، ولكن كان يُسمح بالانفصال في الأكل والمبيت ولكن في أضيق الحدود.
من المُرجح أن في المناطق المحكومة ذاتيًا أو ما يطلق عليها البرغ نسبة لا يستهان بها من الأسر الفقيرة التي تعولها الأرامل، واللائي كن يعشن على حد الكفاف وعلى ما تتكسبنه من بيع بعض الأطعمة أو الجعة. كما كان الغزل جزءًا أساسيًا من الروتين اليومي لنساء المدينة من مختلف الطبقات الاجتماعية آنذاك. أما فيما يتعلق بالحرف اليدوية، فكان يُسمح للمرأة بأن تكون متدربة ولكن لا يحق لها الانضمام إلى طوائف الحرفيين. أما أديرة الراهبات فكانت شحيحة إلى حد ما في اسكتلندا، ولكن كان لرئيسات هذه الأديرة نفوذًا كبيرًا وكلمة مسموعة في المجتمع. ورغم أن الزهد والتعبد لم يكن منتشرًا آنذاك إلا أن المرأة الاسكتلندية كانت تقتدي بسيرة السيدة مريم العذراء -والدة سيدنا عيسى- كرمز تحتذي به الأمهات والزوجات. أما في المعاملات المادية فكان البعض وخاصة الزوجات- يتعاملن من خلال الأقارب والأزواج في أعمال الإحسان أو امتلاك فيما يتعلق بالمذابح المحلية وطوائف التعبد. إلا إنه بحلول القرن الخامس عشر، هبت رياح الولاء الجديدة للسيد المسيح والسيدة مريم على اسكتلندا.

## المنزلة الاجتماعية للمرأة
انظر أيضًا: المجتمع الاسكتلندي في العصور الوسطى

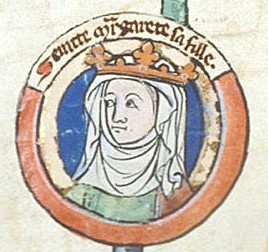
القديسة مارغريت من اسكتلندا، أول زوجة لملك تُسجل على أنها «ملكة»، من سلسلة النسب اللاحقة

كان المجتمع الإسكتلندي في العصور الوسطى مجتمعًا أبويًا تسيطر عليه التقاليد والأعراف. وكان الرجل هو من يمسك بمقاليد الحكم والسلطة، أما المرأة فكانت الحقوق القانونية الممنوحة لها محدودة للغاية. كان مقدرًا للابنة أن تخضع لأبيها والزوجة لزوجها، ولا يحق للمرأة أن تكون من اصحاب الأملاك أو أن تمثل نفسها أمام القانون إلا إذا كانت أرملة. أما إلى أي مدى كانت هذه الأعراف والتقاليد متغلغلة في نسيج المجتمع فهو أمر لا يمكن الوقوف عليه. وربما إذا تأملنا الأعمال الأدبية لهذه الحقبة -وخاصة القصائد الرومانسية- يمكن أن نستشف أن مكانة المرأة لا تتعدى كونها مجرد تابع سلبي أو مصدر للحب والإلهام يطوي في سبيله الفرسان كل صعب. بيد أن المرأة كانت تضطلع بدور أكثر حيوية في الملاحم التاريخية مثل ملحمة «بروس» أو «أرض الصفصاف» للشاعر الإسكتلندي جون بربور (1375)، أو قصيدة «والاس» للشاعر هنري (آواخر 1470).   كانت النظرة التقليدية للنساء في تلك الآونة أنهن مخلوقات أضعف من الرجل على المستويين الأخلاقي والجسدي. وكان جل الاهتمام منصب على عفتهن، وكلمة «عاهرة» هي أبلغ إساءة يمكن أن توجه لهن. وقد فُرضت على المرأة الكثير من القيود على سلوكياتها وذاقت مرارتها، تلاحقها الشائعات إذا ما عن لها أن تشب عن الطوق وتحاول أن تحلق بعيدًا عن أدوارها التقليدية كزوجة وأم.

## نساء من الأسر المالكة
انظر أيضًا: قائمة بأسماء عقيلات الملك
كانت نسبة كبيرة من النساء اللائي استمرت سيرتهن الذاتية من العصور الوسطى ينتمين لأسر ملكية في اسكتلندا، إما كأميرات أو عقيلة الملك، وقد صرن شخصيات مرموقة وهامة في تاريخ اسكتلندا أو ذاع صيتهن بعد وفاتهن. بيد أنه كان هناك ملكة اسكتلندية واحدة في هذه الفترة؛ وهي الملكة مارغريت، التي عُرفت بلقب «فتاة النرويج» والتي لم يقدر لها أن تعيش طويلًا فقد ماتت عن عمر يناهز السبعة أعوام ولم تُتوج. (سنوات الحكم: 1286-1290). أما أول زوجة ملك يطلق عليها لقب «ملكة» أتى ذكرها في المصادر الاسكتلندية فهي الأميرة مارغريت ذات الأصول الأنجلو ساكسونية والألمانية والتي تزوجت الملك مالكولم الثالث، وهذا اللقب الذي كان مُتفق عليه بين أقاربها. كانت مارغريت شخصية سياسية ودينية فذة قلما يجود الزمان بمثلها في المملكة. إلا أن هذه المنزلة لم تُورث تلقائيًا لخلفائها. وربما يعزى السبب في ذلك إلى أن معظمهم لم يتمتع بنفس الرفعة والمكانة. هناك أيضًا الملكة أرمنغارد دي بومونت زوجة الملك وليام الأول والتي قامت بدور الوسيط والقاضي في غياب زوجها، وهي أول ملكة اسكتلندية تحمل ختمًا خاصًا بها.

## الزواج
أنظر ايضًا: الزواج في اسكتلندا
مع نهايات العصور الوسطى، كان مجتمع اللولاند أو (الأراضي المنخفضة الاسكتلندية) يقتدي بنموذج الزواج في شمال غرب أوروبا، أو ما يطلق عليه خدمة دورة الحياة، والزواج في سن متأخر -غالبًا منتصف العشرينيات- وربما يعزى السبب في ذلك إلى الحاجة لتأمين مصدر دخل لتكوين أسرة. وعلى العكس من إنجلترا، حيث كانت القرابة في الغالب معرفية أي يمكن تتبع جذورها (بين كل من الذكور والإناث)، كانت النساء في اسكتلندا يحتفظن بألقابهن الأصلية بعد الزواج وذلك لخلق صداقات بين مجموعات الأقارب، بدلًا من خلق أواصر قربى جديدة. أما الفتيات فكان يُسمح لهن بالزواج في سن 12 عامًا (وللفتيان في سن 14 عامًا) ورغم أن العديد من الفتيات من أبناء الطبقة الراقية أو النخبة كن يتزوجن في مرحلة المراهقة، إلا أنه مع نهايات هذه الحقبة التاريخية كان معظم سكان اللولاند أو (الأراضي المنخفضة الاسكتلندية) يفضلون الزواج في العشرينات بعد تقديم خدمة دورة الحياة. كانت قوانين الزواج الموسعة بين الأقارب تعني أن معظم الزيجات النبيلة تستوجب إعفاءً بابويًا، والذي يمكن اللجوء إليه في وقت لاحق كأساس لإبطال الزواج حال اكتشاف عدم صلاحية الزواج من الناحية السياسية أو حتى الشخصية. بيد أنه لم يكن هناك طلاق في المجتمع الإسكتلندي في هذه الفترة، ولكن كان يُسمح بالانفصال في الأكل والمبيت في أضيق الحدود، وعادة بسبب وقوع أحد الزوجين في الزنا.

## العمل

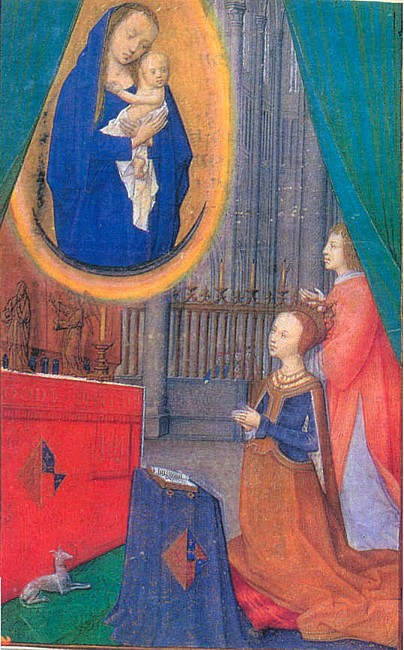
مارغريت تيودور، تصلي أمام رؤيا السيدة مريم وابنها الرضيع، من "كتاب الساعات" جيمس الرابع من اسكتلندا، 1503

أنظر أيضًا: اقتصاد اسكتلندا في العصور الوسطى
في مجتمع اللولاند الريفي -شأنه في ذلك شأن إنجلترا- كان الشباب -الفتيان منهم والفتيات- يتركون منازلهم ليعملوا كخدم في الأعمال المنزلية والزراعية؛ وظل هذا دأبهم وبأعداد غفيرة منذ القرن السادس عشر. كانت بعض النسوة تعمل كمرضعات لأطفال الأسر النبيلة والثرية فضلًا عن عملها الأساسي والحيوي كقابلة. أما في المناطق المحكومة ذاتيًا أو ما يطلق عليها البرغ، فكان هناك نسبة لا يستهان بها من الأسر الفقيرة التي تعولها الأرامل، واللائي كن يعشن على حد الكفاف وعلى ما تتكسبنه من بيع بعض الأطعمة أو الجعة. كما كان الغزل جزءًا أساسيًا من الروتين اليومي لنساء المدينة من مختلف الطبقات الاجتماعية آنذاك. أما فيما يتعلق بالحرف اليدوية، فكان يُسمح للمرأة بأن تكون متدربة ولكن لا يحق لها الانضمام إلى طوائف الحرفيين. وقد عملت بعض النسوة وتاجرن بصفة مستقلة وكن يستأجرن احيانًا بعض الموظفين للعمل لديهن وهو ما كان يكسبهن جاذبية تغري الكثيرين للاقتران بهن.